# Gonzalo Ruiz Girón

Emblema de la Orden de Santiago.

Gonzalo Ruiz Girón (m. 1280) fue un noble palentino, hijo de Rodrigo González Girón y de Mayor,  que llegó a ser maestre de la Orden de Santiago.

## Biografía
Entró en la Orden de Santiago y fue comendador de Ocaña y de Montalbán, Aragón.
En 1274 concedió el Fuero al municipio de Montiel, donde se hacía entrega de Cózar y Alcubillas. En 1275, ocupó el Maestrazgo de la Orden de Santiago, sucediendo a Pelayo Pérez Correa. Este mismo año firmó un privilegio por el que entregaba de por vida las aldeas a los caballeros que las fundasen, impulsando así la repoblación de áreas deshabitadas y la fundación de nuevas localidades.
Gonzalo Ruiz Girón falleció varios días después del Desastre de Moclín, ocurrido el día 23 de junio de 1280 en las cercanías del municipio granadino de Moclín, a consecuencia de las heridas que recibió allí, y en el que perdieron la vida más de 2800 hombres, siendo la mayoría de los difuntos miembros de la Orden de Santiago. Fue sepultado en el municipio jienense de Alcaudete.

## Matrimonio y descendencia
Se casó con Elvira Díaz de Castañeda, hija de Diego Gómez de Castañeda y nieta de Álvar Díaz de Asturias y de Teresa Pérez Girón. Gonzalo tuvo con Elvira por lo menos dos hijos y una hija: 
- Gonzalo Rodríguez Girón
- Rodrigo González Girón, conocido como Rodrigo González de San Román o Ruy González Girón[3]
- María Girón, que casó con Álvar Pérez de Guzmán el Viejo, alcalde mayor de Sevilla, siendo abuela de Alonso Meléndez de Guzmán y Leonor de Guzmán, quien fuera madre de Enrique II de Castilla, el primer rey Trastámara, y que también dio origen a través de otros de sus hijos a la Casa de Enríquez y al Marquesado de Aguilar de Campoo[cita requerida].

| Predecesor: Pelayo Pérez Correa | Maestre de la Orden de Santiago 1275 - 1277 | Sucesor: Pedro Núñes |